# Sint-Felicitaskerk (Spijkenisse)

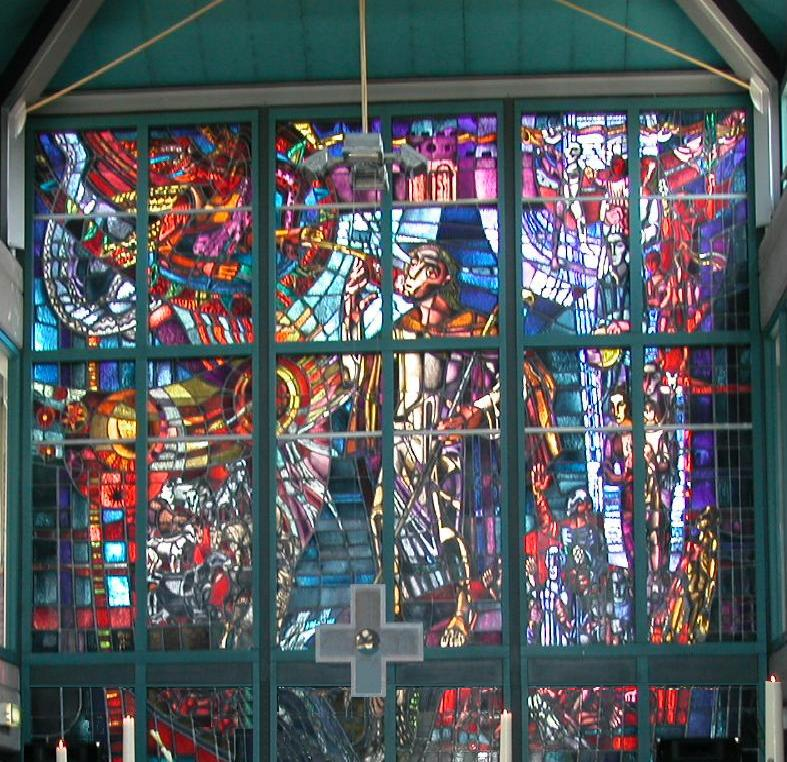
Het Jesajaraam van Jaap Min

De H. Felicitaskerk te Spijkenisse, in de Nederlandse provincie Zuid-Holland, is een rooms-katholieke kerk, die is gewijd aan de heilige Felicitas van Rome en valt onder het bisdom Rotterdam.

## Gebouw
Vanwege de minder centrale ligging van de sinds 1962 in gebruik zijnde kerk aan de Lisstraat, heeft de toenmalige pastoor Kurvers zich met het bestuur ingezet om op een centralere plaats een nieuwe kerk te bouwen. Vanuit de oude kerk heeft de parochie het tabernakel, de hoeksteen, het orgel en een glas-in-betonraam meegenomen naar de nieuwe kerk die in 1986 gereed kwam aan de Hekelingseweg.
Het kerkgebouw is ontworpen door de architect Maarten Min, leerling van Aldo van Eijck. Hij is de zoon van Jaap Min die een groot glas-in-loodraam voor in het priesterkoor heeft ontworpen. De kerk is ingewijd op 30 november 1986 door de toenmalige bisschop Bär van Rotterdam.
Dit multifunctionele kerkgebouw van drie verdiepingen bevat verschillende vergaderruimtes, het kantoor van de pastoor, een grote koffieruimte waar ook catechese wordt gehouden en natuurlijk de kerkzaal.

### Interieur
De kleuraccenten in de Felicitaskerk zijn vooral blauw en groen met verschillende tinten. Verder heerst vooral het grijs van het beton in de kerk. Door de glazen wand aan de westzijde heeft de kerk een heldere lichtval. Aan de oostzijde is een glas-in-loodraam ontworpen dat het visioen (Jes. 6,1-8) van Jesaja voorstelt dat weer zorgt voor warmere kleuren. De kerk staat op 12 pilaren met de consecratiekruisen die staan voor de Twaalf Apostelen. Aan de weerszijden van de kerkzaal vindt men de kruisweg met een klassieke voorstelling die is uitgevoerd in paarlemoer. Uit dankbaarheid geschonken door een familie ter nagedachtenis aan hun zoon. In een kapel hangt een houten afbeelding van de heilige Maagd geschilderd door Pièrre de Grauw O.S.A..

## Parochie

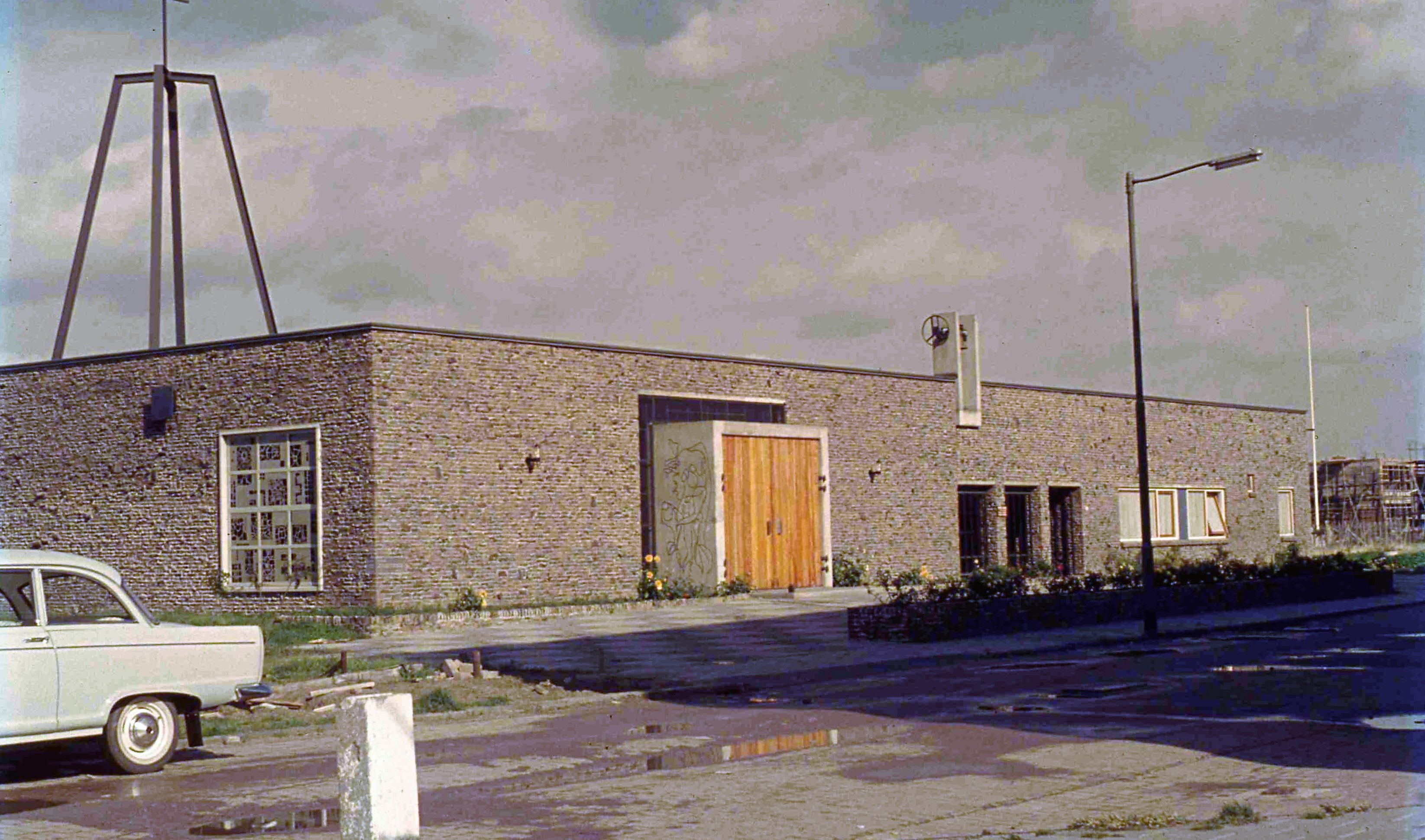
De oude Felicitaskerk aan de Lisstraat

In 1957 kreeg Spijkenisse een eigen voorlopige kerkgelegenheid in de voormalige openbare school aan de Vredehofstraat. Hiervoor werd er een danszaal gehuurd in restaurant Keizer aan de Voorstraat. De bisschop had op 21 december 1957 de katholieken in Spijkenisse toestemming gegeven om daar de heilige mis te lezen. Voorganger was kapelaan Van de Burg van de parochie van het Onbevlekt Hart van Maria te Hoogvliet waaronder Spijkenisse toen viel. De H. Felicitasparochie werd door de toenmalige bisschop Jansen van Rotterdam opgericht op 21 februari 1960.
De parochie maakte tijdelijk gebruik van de voormalige protestantse Ontmoetingskerk. In 1962 kwam de Felicitaskerk aan de Lisstraat gereed. Kapelaan Van de Burg werd benoemd tot pastoor. Hij begon al met biechthoren voordat de kerk ingewijd was en gaf als penitentie aan de parochianen het schoonmaken van de kerkbanken. Omdat de parochie tezamen met de gemeente bleef groeien, kreeg ze een assistent toegewezen door het bisdom. Dit was Frans Cornelis Kempen die nadien pastoor van de parochie werd. Dit bleef hij tot aan zijn overlijden in 2005.
Na het Tweede Vaticaans Concilie was er een groep parochianen die een eigen parochie wilden oprichten. Zo ontstond er in maart 1967 naast de H. Felicitasparochie een tweede parochie. Zij kozen voor een destijds populaire naam Emmaüsparochie. Ook deze parochie maakte gebruik van verschillende plaatsen voor de samenkomsten totdat zij in 1970 de oecumenische kerk De Kern bouwden met de gereformeerde gemeente. De gereformeerden wilden echter wel de eigenaar zijn en zo kon de Emmaüsparochie alleen zaterdagavond of zondag na 12 uur de mis vieren. Als pastoor kregen zij van het bisdom pater Piet Wesseling. In 1972 voegde de Emmaüsparochie zich weer in de Felicitasparochie. De parochie kent nog een koor dat Emmaüskoor heet.

## Lijst van priesters der parochie
| Priester                 | Periode   | Functie |
| ------------------------ | --------- | --- |
| 1. P. J. M. van den Burg | 1960-1967 | bouwpastoor |
| 2. J.P. Knook            | 1967-1972 | pastoor |
| 3. P.H.J. Wesseling      | 1967-1972 | pastoor der Emmaüsparochie |
| 4. J. Verbong C.M.       | 1972-1975 | fusiepastoor |
| 5. W.E.F.M. Froger       | 1968-1977 | kapelaan |
| 6. R.A.M. Kurver O.S.A.  | 1977-1990 | bouwpastoor der huidige kerk |
| 7. C.G. van Wijk C.Ss.R. | 1981-1988 | kapelaan |
| 8. F.C. Kempen           | 1991-2005 | pastoor |
| 9. M.J.A.J. van Zaal     | 2005-2010 | Tevens pastoor der parochies St. Antonius te Hellevoetsluis en HH. Martelaren van Gorcum te Brielle. |
| 10. S. Bladowski         | 2010-2017 | Pastoor van de fusieparochie HH. Nicolaas Pieck en Gezellen. Deze parochie omvat de kerken St. Antonius te Hellevoetsluis, HH. Martelaren van Gorcum te Brielle, HH. Maria en Johannes onder het kruis te Hoogvliet, H. Willibrordus te Rhoon, St. Jozef te Rozenburg. |

## Fusie
De parochies in het gebied van Voorne-Putten, Albrandswaard en Europoort zijn op 1 juli 2010 door het bisdom samengevoegd. De nieuwe parochie die ontstond heet Heiligen Nicolaas Pieck en Gezellenparochie en is gewijd aan de heiligen Nicolaas Pieck en gezellen.
De nieuwe organisatie beschikt over de volgende kerkgebouwen:
- Sint Antonius van Padua te Hellevoetsluis
- Heilige Felicitas te Spijkenisse
- Sint Jozef te Rozenburg
- Onbevlekt Hart van Maria te Hoogvliet
- Heilige Martelaren van Gorcum te Brielle
- Sint Willibrordus te Rhoon